# Condecoración Presidente de la República
La Condecoración «Presidente de la República» es una de las condecoraciones comunes de las Fuerzas Armadas y la Defensa Nacional de Chile, que es otorgada por el presidente de la República al personal de las Fuerzas Armadas, civiles nacionales o extranjeros, o a militares extranjeros que se hallen merecedores de tal distinción. Particularmente se suele otorgar a oficiales de las Fuerzas Armadas como reconocimiento a su dedicación profesional, capacidad y esfuerzo.
Fue creada en 1957 bajo el Gobierno del General Carlos Ibañez del Campo, mediante el Decreto Supremo (Guerra) S. 1 Nª 62 del 23 de febrero de ese año. Tomó su forma actual gracias al Decreto Supremo Nº 461 de 2016.

## Grados
La Condecoración «Presidente de la República» consiste de cuatro grados, o clases:

#### Collar de la Gran Cruz
Distinción reservada exclusivamente a los Comandantes en Jefe de las Fuerzas Armadas, al General Director de Carabineros y al director general de la Policía de Investigaciones, se les es otorgado con motivo de su nombramiento.
Es un collar compuesto de 21 copihues de plata fina enchapado en oro unidos por eslabones en forma de rombo, del cual pende una Gran Cruz de Malta de cuatro puntas dobles. 

#### Gran Oficial
Se concede a los oficiales superiores con motivo de su ascenso a general de brigada o equivalente; excepcionalmente, y por expresa petición del Ministro de Defensa Nacional o de los Comandantes en Jefe, podrá concederse a autoridades militares de ese mismo rango o Ministros de Fuerzas Armadas de países amigos, cuando estos sean uniformados.
Consiste en una placa de broche de oro, compuesta de una estrella, sobre una corona de laureles que la circunda y los brazos esmaltados en color rojo. Tiene un centro esmaltado blanco y sobre este se ubica un escudo nacional esmaltado con sus colores. Al reverso, lleva grabada la inscripción: EL PRESIDENTE DE LA REPÚBLICA AL GENERAL DE BRIGADA (o equivalente) (nombre). Esta placa se lleva en el costado izquierdo del vientre, además, cuenta con una banda de seda moiré de color azul (excepto para Carabineros, que es de color verde), que termina en dos borlas de hilo de oro, para usar de hombro derecho a cadera izquierda.

#### Oficial
Se concede a los oficiales de las Fuerzas Armadas y de Orden quienes se gradúan primeros de su promoción al aprobar los cursos de Estado Mayor o de Ingeniería en las academias respectivas. Asimismo, el presidente de la República podrá otorgar esta condecoración para distinguir a ciudadanos ilustres nacionales o extranjeros. 
Es una condecoración de cuello consistente en una estrella de plata, similar al modelo de la categoría anterior, que pende de una cinta de color azul, al reverso, lleva grabada la inscripción: EL PRESIDENTE DE LA REPÚBLICA AL (grado) (nombre).

#### Caballero
Se otorga por el presidente de la República a los oficiales que egresan con la primera antigüedad de los cursos regulares de las Escuelas Matrices de las Fuerzas Armadas y de Orden. 
Consiste en una placa de broche de similor dorado, de diseño igual a la placa de gran oficial, pero de menor tamaño.